# چرنیشف (آدیغیه)
چرنیشف (به لاتین: Chernyshev) یک منطقهٔ مسکونی در روسیه است که در آدیغیه واقع شده‌است.